# Reformare catalitică
Reformarea catalitică este procesul de bază în obținerea benzinelor cu cifră octanică ridicată. De asemenea, joacă un rol important în obținerea de aromatice pentru industria chimica și reprezintă o sursă majoră de hidrogen.
În reformarea catalitică se prelucrează fracțiuni petroliere ușoare, fracția nafta sau alte fracțiuni cu domenii similare de fierbere, în general amestecuri de hidrocarburi C6-C11. 
Spre deosebire de procesele de cracare, în reformarea catalitică ponderea reacțiilor de modificare a maselor moleculare este relativ mică, față de cele care conduc la rearanjări structurale. Principalele reacții care au loc sunt:
- reacții de izomerizare
- reacții de ciclizare
- reacții de aromatizare
- reacții de izomerizare-aromatizare
Pe lângă aceste reacții utile, au loc o serie de reacții secundare de hidrocracare a alchenelor și naftenelor, hidrodezalchilarea aromaticelor, reacții de cracare termică, a căror consecință nedorită este formarea cocsului.
Reacția predominantă în reformarea catalitică este cea de aromatizare, așa cum reiese din analiza compoziției materiei prime, respectiv a produsului de reformare, prezentate în tabelul 1.
Tab.1. Compoziția materiei prime și a produsului de reformare
Component Materie prima Produs de reformare
- Alcani 45-55 30-50
- Alchene 0-2 0
- Naftene 30-40 5-10
- Aromatice 5-10 45-60

Cu excepția reacțiilor de izomerizare, care au un caracter slab exoterm (-4 kJ/mol), restul de reacții implicate preponderent în reformarea catalitică sunt de la moderat la puternic endoterme (+33÷205 kJ/mol), fiind favorizate din punct de vedere termodinamic de temperaturi ridicate. Cum majoritatea reacțiilor se desfășoară cu mărire de volum, vor fi favorizate de presiuni scăzute. În figura 1 se prezintă efectul temperaturii și presiunii asupra conversiei ciclohexanului la benzen.